# Stacie Orrico
Pour les articles homonymes, voir Orrico.
Stacie Orrico, née le 3 mars 1986, est une chanteuse pop, auteur-compositeur américaine.

## Biographie
Stacie-Joy Orrico est née à Seattle de parents Italo-américains. Stacie est l'aînée d'une famille de cinq enfants (Jesse, Rachel, Alicia et Joshua sont ses frères et sœurs).
Les Orrico aiment voyager, jusqu'à aller en Ukraine alors que Stacie est encore toute petite.
C'est grâce à ses nombreux voyages que Stacie a pu devenir une jeune femme ouverte à toutes les cultures et très naturelle.
Installée à Seattle, Stacie chante dans une église, dans un chœur de gospel où elle était la seule blanche du groupe.

### Carrière Musicale
Stacie Orrico a commencé sa carrière en 1998 à l'âge de 12 ans à la suite d'un festival de musique chrétienne dans l'État où elle habitait à l'époque, le Colorado.
Stacie se prend à la compétition de ce festival et gagne.
Un producteur de la maison de disques ForeFront Records décide de la contacter et lui proposer un pari: enregistrer son premier album (elle finira par signer avec la maison de disques).
Dès lors, elle enregistre deux albums.
Le premier fut Genuine (2000, réalisé alors qu'elle n'avait que 14 ans.
L'album se vend à plus de 13 000 copies dès la première semaine, performance la plus élevée jamais réalisée pour une artiste Chrétienne.
Le morceau Don't Look At Me, extrait de Genuine se retrouve au top des charts Chrétien pendant plusieurs semaines. L'album comporte deux morceaux devenus numéro 1 dans le Top 10 Singles. Genuine sera vendu à plus de 500,000 copies, devenant disque d'Or seulement grâce au bouche à oreille et sans promotion.
Le succès venant, le père de Beyoncé, à l'époque membre du groupe des Destiny's Child, tombe sous le charme de la voix de la miss et décide d'en faire la première partie de la tournée américaine du groupe.
Son opus suivant, son plus grand succès, nommé très simplement Stacie Orrico fut réalisé en 2003, se plaça au top "Billboard" dès son lancement à la 67e position, mais également à l'"Australian ARIAnet" et dans les charts anglais .
Le premier single extrait de l'album, Stuck devient vite un tube planétaire et présent dans la quasi-totalité des tops mondiaux.
Le second single, (There's Gotta Be) More To Life, se place lui aussi dans le "Top 20" australien et anglais.
Ce single ne fut pas le même succès que Stuck mais est tout de même devenu un hit dans de nombreux pays.
Le troisième single extrait de Stacie Orrico, I Promise (dans le "Top 30" anglais) et le quatrième et dernier morceau, I Could Be The One (dans le "Top 40" anglais en juin 2004) font partie également du succès de Stacie, même s'ils ne sont sortis que dans certains pays et en quantité limitée.
Une chanson, diffusée uniquement sur les radios Chrétiennes, Strong Enough se plaça numéro 1, tout comme Stuck.
Stacie Orrico a été vendu à plus de 500 000 copies aux États-Unis, devenant disque d'Or, 600 000 copies au Japon et est estimé à environ 3,4 millions de ventes dans le Monde entier.
Son nouvel album, Beautiful Awakening, sort mondialement le 29 août 2006. Cet album est nettement moins influencé par sa religion et s'inspire d'un style très Soul, brut.
En raison d'une concurrence importante (Jessica Simpson, Beyoncé, Christina Aguilera et Justin Timberlake, par exemple), l'album sort en mars 2007 aux États-Unis.
Cependant, plusieurs morceaux de Beautiful Awakening sont diffusés sur Internet.
L'album dispose d'une grosse production avec des pointures comme Dallas Austin, Dwayne Bastiany, KayGee et The Underdogs et de paroliers célèbres comme She'kspere, Track & Field, Anthony Dent, en plus de Stacie Orrico elle-même.
Le premier single, I'm Not Missing You arrive sur les radios le 20 juin 2006 mais se fait discret, par manque de promotion.
Le single ressort aux États-Unis en octobre. La chanson se retrouve tout de même numéro 19 dans le "Bubbling Under Hot 100 Singles" .
Le second single extrait de Beautiful Awakening, So Simple, sort en octobre 2006 au Japon et en Europe le 27 janvier 2007.
Sa musique reste influencée par ses croyances religieuses, même si l'on peut voir un certain changement de style selon ses albums.
Au début de l'année 2007, les problèmes de sa maison de disques obligent Virgin à repousser son album en mars.
Le même mois, Stacie annonce à ses fans que Virgin Records et Capitol Records fusionnent. Malheureusement, elle décide de quitter sa maison de disques.
Sa tournée européenne annulée (dont 2 dates en France), elle part en Afrique du Sud avec la Croix-Rouge pour aider les enfants malades du Sida.
La version Américaine de Beautiful Awakening est finalement annulée.
En 2008, Stacie change de management pour l'agence 'Creative Jenius Agency, spécialisée dans les artistes Hip Hop et RnB.
Elle prépare en ce moment même un nouvel album avec des collaborations comme la jeune artiste Hip Hop Jayms Madison ou encore Toby Gad (qui a travaillé entre autres pour Fergie ou encore Beyoncé). L'opus est attendu pour 2010, même si Stacie reste discrète concernant le travail effectué et préfère vivre une vie loin de la popularité.

### Vie personnelle - Sa discrétion face au succès
Après l'incroyable succès de Stacie Orrico à travers le monde, et plus particulièrement en Asie, Stacie décide de ne pas poursuivre sa carrière musicale et la promotion.
Elle retourne auprès de sa famille et ses amis à Seattle et devient serveuse dans un petit café que tient son oncle.
Elle rattrape le temps perdu en retrouvant ses amis et sa famille en allant voir les matchs de son frère ou les galas de danse de sa sœur par exemple.
Pourtant, Stacie n'arrête pas d'écrire des chansons et pense avec le temps à son retour à sa carrière et à l'élaboration d'un nouvel album.
C'est alors qu'elle décide d'enregistrer Beautiful Awakening, parmi 57 chansons écrites.

## Discographie

### DVD
- 2003 : (There's Gotta Be) More to Life: The Remixes (DVD Single)
- 2004 : Live In Japan
- 2007 : Best Of Stacie Orrico (Japon - Version CD+DVD)

## Video-clips
- 2000:  Genuine  - Réalisé par Cody Edwards
- 2001:  Everything  - Réalisé par Erik Welsch
- 2003:  Stuck  - Réalisé par Diane Martel
- 2003:  (there's gotta be) More To Life  - Réalisé par Dave Meyers
- 2003:  I Promise  - Réalisé par Antti Jokinen
- 2004:  I Could Be The One  - Réalisé par Diane Martel
- 2006:  I'm Not Missing You  (Version 1) - Réalisé par Diane Martel
- 2006:  I'm Not Missing You  (Version 2) - Réalisé par Honey
- 2006:  So Simple - Réalisé par Ray Kay

## Filmographie
| Année | Titre                                           | Rôle                | Divers                                   |
| 2003  | Mes plus belles années (Nos Plus Belles Années) | Peggy Santigala     | "Life's Illusions" (épisode 5, saison 2) |
| 2003  | Mes plus belles années (Nos Plus Belles Années) | The Angels's singer | "City on Fire" (épisode 25, saison 1)    |